# Chairo
Le chairo est un plat traditionnel du peuple aymara, principalement consommé en Bolivie, mais aussi dans d'autres pays andins.
Le plat est originaire de la région de La Paz.

## Composition
C'est une soupe faite de légumes et de bœuf. Il est composé de chuño (fécule de pomme de terre), d'oignons, de carottes, de pommes de terre, de maïs blanc, de bœuf et de grains de blé. Il contient également des herbes  aromatiques telle que la coriandre et des épices diverses.

## Voir également